# Microdus barbensis
Microdus barbensis là một loài Rêu trong họ Dicranaceae. Loài này được (Renauld & Cardot) Broth. mô tả khoa học đầu tiên năm 1924.